# Giardomyia longifida
Giardomyia longifida är en tvåvingeart som beskrevs av Liu och Mo 2001. Giardomyia longifida ingår i släktet Giardomyia och familjen gallmyggor. Inga underarter finns listade i Catalogue of Life.